# ناجح حمود
ناجح حمود (انگلیسی: Najeh Humoud؛ زادهٔ ۱ ژوئیهٔ ۱۹۵۱) یک بازیکن فوتبال اهل عراق است.
از باشگاه‌هایی که در آن بازی کرده‌است می‌توان به باشگاه فوتبال کوفه اشاره کرد.